# Lin Carter
Pour les articles homonymes, voir Carter.
Œuvres principales
- Cycle de Thongor

Linwood Vrooman Carter, né le 9 juin 1930 à St. Petersburg en Floride et mort le 7 février 1988 à Montclair dans le New Jersey, est un romancier américain de science-fiction et de fantasy, ainsi qu'un éditeur et critique. Après avoir servi en Corée, il suivit un cursus à l'université Columbia. Il fut rédacteur publicitaire pendant quelques années avant de devenir écrivain à plein temps.
Carter avait une tendance marquée à l'auto-promotion dans son travail, citant fréquemment ses propres écrits dans ses œuvres non-fictionnelles comme exemples. Il incluait également toujours au moins un de ses récits dans les anthologies qu'il éditait. L'exemple le plus extrême provient de la nouvelle Lankar de Callisto (Lankar of Callisto), où il se met en scène lui-même comme protagoniste.
En tant qu'auteur, il était membre du club littéraire masculin Les araignées de la Trappe (Trap Door Spiders), qui servit de base au groupe fictionnel des Veufs Noirs de l'écrivain Isaac Asimov. Carter lui-même fut le modèle avéré du personnage de Mario Gonzalo, l'un des veufs en question. Il était également membre de la SAGA - Guilde américaine des épéistes et sorciers (Swordsmen and Sorcerers Guild of America), un groupe informel d'auteurs d'heroic fantasy fondé dans les années 1960. Carter signa d'ailleurs des anthologies des œuvres du groupe en question dans sa série des Flashing Swords!. Carter est habituellement associé à Lyon Sprague de Camp, autre écrivain de science-fiction et de fantasy, qui lui servit de mentor et de collaborateur sur plusieurs projets et qui fut, lui-aussi, un membre des Araignées de la Trappe et de SAGA. C'est avec lui qu'il signa par exemple la publication en recueil des aventures de Conan le Barbare à la fin des années 1960.
Fumeur invétéré, Carter développa un cancer de la bouche dans sa vieillesse et dut endurer de lourdes opérations chirurgicales qui l'ont en partie défiguré pour combattre la maladie. Cependant, son cancer ne fut pas éradiqué et s'étendit assez rapidement à la gorge, menant à sa mort en 1988.

## Lin Carter, l'auteur
Carter est surtout connu pour ses romances planétaires et son heroic fantasy dans la tradition d'Edgar Rice Burroughs et Robert E. Howard. Son premier roman publié, The Wizard of Lemuria (réédité sous le titre Thongor and the Wizard of Lemuria, paru en français sous le titre Thongor et la Cité des dragons), premier tome du cycle de Thongor, combine les deux influences. Ses séries les plus connues, les cycles de Callisto (en) et de Zanthondon (inédits en français), sont des hommages directs à des œuvres de Burroughs. Accompagné de Lyon Sprague de Camp, il a édité et compilé huit tomes des aventures de Conan le Barbare, en terminant et rallongeant un certain nombre des textes de Robert E. Howard. Il a également écrit des pastiches humoristiques et des nouvelles reliées directement au monde de Conan.
D'autres œuvres de Carter sont des hommages aux styles de plusieurs de ses contemporains et de ses prédécesseurs édités dans des revues pulps ; cela inclut Lord Dunsany et H. P. Lovecraft (dans diverses nouvelles), Clark Ashton Smith (dans ses romans de la série des Green Star), Leigh Brackett (dans sa série Mysteries of Mars) et Kenneth Robeson (dans ses tomes du Prince Zarkon). Plus tard dans sa carrière, il assimila des influences aussi diverses que les mythologies et les contes de fée. Il s'essaya même brièvement à la fantasy pornographique.
Carter prétendait travailler sur une épopée romanesque épique de fantasy intitulée Khymyrium: The City of the Hundred King, from the Coming of Aviathar the Lion to the Passing of Spheridion the Doomed, qu'il aurait commencé en 1959. Son but était de redonner un nouveau souffle au genre de la fantasy en l'amenant dans une nouvelle direction et ressuscitant la chronique historique du fantastique médiéval, dans le style du Historia Regum Britanniae de Geoffrey de Monmouth et des Gesta Danorum de Saxo Grammaticus. Au moins trois extraits du Khymyrium furent publiés par Carter comme autant de nouvelles indépendantes de son vivant (Azlon et The Mantichore en 1969 et The Sword of Power en 1971). L’œuvre complète n'est cependant jamais sortie, malgré les nombreuses allusions de Carter quant à son excellence tout au long de sa vie.
Khymyrium ne fut que l'un de ses projets inaboutis, plusieurs de ses séries ambitieuses ayant dû être abandonnées par manque d'intérêt des lecteurs ou des maisons d'édition ou à cause de sa santé déclinante. Il annonçait régulièrement ses ambitions pour des nouveaux projets qui ne virent jamais le jour.
Par exemple, il envisageait d'ajouter deux tomes supplémentaire à son cycle de Thongor, à propos de la jeunesse de son héros, mais seules quelques pistes de nouvelles furent envisagées. Autre exemple : il publia sa saga épique Gondwane en débutant par la fin, rédigeant par la suite plusieurs volumes couvrant le début de la saga. Mais son éditeur décida d'arrêter la série avant que l'intervalle entre le début et le volume final soit comblé. De même, seul le premier tome de sa trilogie Atlantis fut publié. Les cinq volumes de ses Chroniques de Kylix s'interrompirent de façon similaire après trois tomes et les fragments d'un quatrième (en français, seul le premier tome fut publié et présenté comme un roman indépendant). On notera enfin que plusieurs de ses romans indépendants présentent des pistes évidentes de suites avortées.

## Lin Carter, le critique et l'éditeur
Alors que son travail fictionnel fut parfois considéré comme mineur, Carter était influent comme critique de la fantasy contemporaine et en tant qu'historien pionnier du genre. Ses critiques littéraires et ses aperçus des meilleures fictions de fantasy de l'année étaient publiés régulièrement dans le magazine Castle of Frankenstein et, à la suite de la faillite de ce titre en 1975, dans le The Year's Best Fantasy Stories. Ses études précoces de l’œuvre de J. R. R. Tolkien (Tolkien : Le Maître des anneaux) et de H. P. Lovecraft (Lovecraft: A Look Behind the Cthulhu Mythos, inédit en français) furent suivies par le plus ambitieux Imaginary Worlds (Les Mondes imaginaires, inédit en français), une étude retraçant l'émergence et le développement de la fantasy moderne des romans de William Morris publiés à la fin du XIXe siècle jusqu'aux années 1970.
En tant qu'éditeur chez Ballantine Books de 1969 à 1974, Carter réimprima plusieurs livres obscurs mais importants de la fantasy sous la collection « Adult Fantasy ». Parmi les œuvres trouvant ainsi une nouvelle jeunesse, on trouvera les livres de Lord Dunsany, Morris, Smith, James Branch Cabell, Hope Mirrlees ou Evangeline Walton. Il aida également des nouveaux venus à percer dans le milieu, comme Katherine Kurtz ou Joy Chant.
Carter fut également un anthologiste de renom (surtout à travers sa série d'anthologies intitulée The Flashing Swords!) et il publia également un grand nombre de nouvelles anthologies de fantasy classiques et contemporaines pour Ballantine et d'autres maisons d'édition. Il édita également lui-même plusieurs séries d'anthologies, dont les Flashing Swords! de 1973 à 1981, les six premiers volumes de The Year's Best Fantasy Stories pour DAW Books de 1975 à 1980 et un anthologie en plusieurs tomes du magazine de fantasy historique que fut Weird Tales de 1981 à 1983.